# Hippospongia lachne
Hippospongia lachne är en svampdjursart som beskrevs av de Laubenfels 1936. Hippospongia lachne ingår i släktet Hippospongia och familjen Spongiidae. Inga underarter finns listade i Catalogue of Life.